# Amt Eppstein
Das Amt Eppstein war im Heiligen Römischen Reich ein Amt von Hessen-Darmstadt und zwischen 1803 und 1816 ein Amt in Nassau-Usingen bzw. im Herzogtum Nassau.

## Geschichte

### Hessen
Die Herrschaft Eppstein wurde 1492 zur Hälfte von Graf Gottfried IX. (X.) von Eppstein-Münzenberg an den Landgrafen Wilhelm III. „den Jüngeren“ von Hessen verkauft. Die verkauften Orte bildeten das Amt Eppstein mit der Stadt Eppstein als Amtsort. Der Amtmann residierte auf der Burg Eppstein. Im Rahmen des Verkaufs war jedoch die Hälfte von Stadt und Burg Stolbergisch geblieben. Das Kondominat (später mit Kurmainz) blieb bis 1803 bestehen.
Im Zuge des Marburger Erbfolgestreits kam das hessische Gebiet 1623 an die Landgrafschaft Hessen-Darmstadt. Die Verwaltung der hessischen Herrschaft Eppstein erfolgte im Amt Wallau.
Die Kurmainzer Hälfte der Stadt Eppstein gehörte bis zur Säkularisation von Kurmainz 1803 als Amtsvogtei Eppstein (die in Personalunion durch die Amtsvogtei Königstein wahrgenommen wurde) zum Oberamt Höchst.

### Nassau
Mit dem Reichsdeputationshauptschluss 1803 kam sowohl der hessische als auch der kurmainzische Teil an Nassau-Usingen und bildete dort das Amt Eppstein.
Es bestand aus Eppstein, Breckenheim, Delkenheim, Diedenbergen, Igstadt, Langenhain, Lorsbach, Massenheim, Oberliederbach, Unterliederbach, Medenbach, Nordenstadt, Wallau und Wildsachsen, sowie die Domäne Mechtildshausen.
Mit herzoglichem Edikt vom 16. Juli 1810 wurde das Amt Eppstein aufgelöst und per 1. Januar 1811 dem Amt Königstein zugeschlagen.